# Wapen van Winterswijk

Wapen van Winterswijk

Het Wapen van Winterswijk, toont een zilveren hazewindhond op een blauw schild. De omschrijving luidt: "In azuur een springende windhond van zilver, gehalsband van goud. Het schild gedekt met een gouden kroon van vijf bladeren."

## Geschiedenis
Tot 1811 viel Winterswijk bestuurlijk onder de heerlijkheid Bredevoort. In dat jaar werd Winterswijk een zelfstandige gemeente. Met de status van zelfstandige gemeente kreeg Winterswijk ook een gemeentewapen. Dit is afgeleid van een afbeelding die voorkomt op een vaandel voor de burgerij uit 1748. Waarom op dit vaandel een hond voorkomt is niet bekend. Het oorspronkelijke wapen zoals goedgekeurd door de Hoge Raad van Adel in 1816 beschrijft een zwart veld met daarop een witte hond met een halsband van goud: "Van sabel, beladen met een springende windhond van zilver, gehalsband van goud.". In 1954 werd met het invoeren van de gemeentevlag het wapen aangepast. Het huidige wapen wordt omschreven als: ‘In azuur (blauw) een springende windhond van zilver, gehalsband van goud. Het schild gedekt met een gouden markiezenkroon van vijf bladeren’. 
In 2009 heeft het dorp een nieuw logo gekregen. Dit nieuwe logo is gebaseerd op het oude gemeentewapen. Het logo is zakelijk. De springende hazewindhond en de kleuren geel en blauw gehandhaafd blijven. Om het logo wat eigentijdser te maken is de hazewindhond gestileerd en is in de vorm van het logo wat meer dynamiek en diepte aangebracht.

## Afbeeldingen

Het wapen in historische kleurvoering
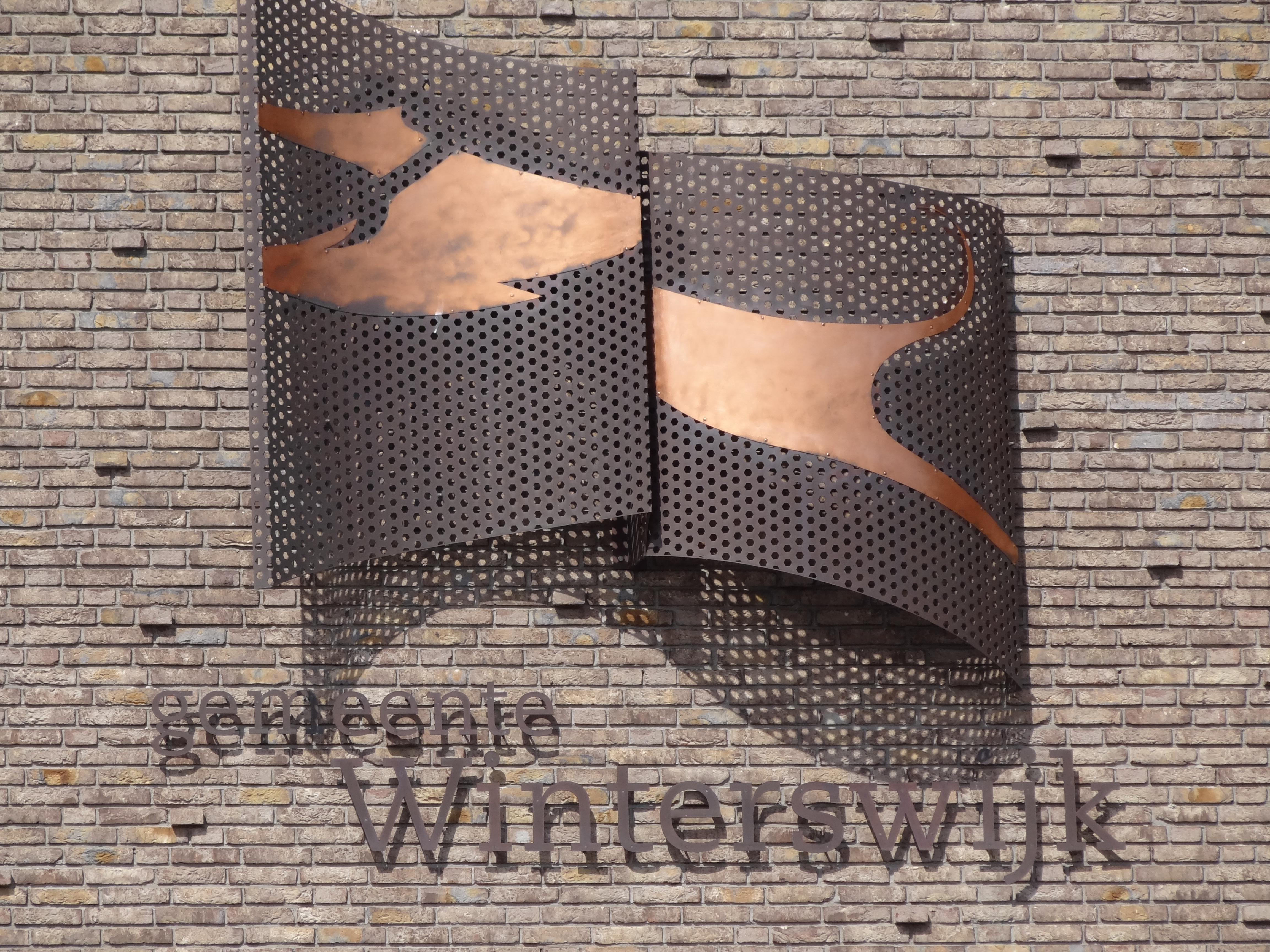
Logo op het gemeentehuis